# Søvang I
|  | Denne artikel er oprettet af botten Steenthbot ud fra en ekstern database. Den kan derfor have sproglige fejl eller mangler. Denne skabelon kan fjernes efter kontrol af indholdet. |

Søvang I er en dansk dokumentarisk optagelse fra 1939.

## Handling
Sydvest for den gamle hollænderby Store Magleby ligger Søvang, en smilende sommerby. Filmen præsenterer byens små villaer med velplejede haver, nye veje, en pumpestation, det andelsejede badehus og badebro. Såvel børn som voksne hygger sig i de idylliske omgivelser, leger, spiller bold, solbader eller hopper i vandet fra badebroen. Grundejerforeningens bestyrelse holder møde i det fri.